# Teijsmanniodendron smilacifolium
Teijsmanniodendron smilacifolium là một loài thực vật có hoa trong họ Hoa môi. Loài này được (H.Pearson) Kosterm. miêu tả khoa học đầu tiên năm 1951.